# Trullo

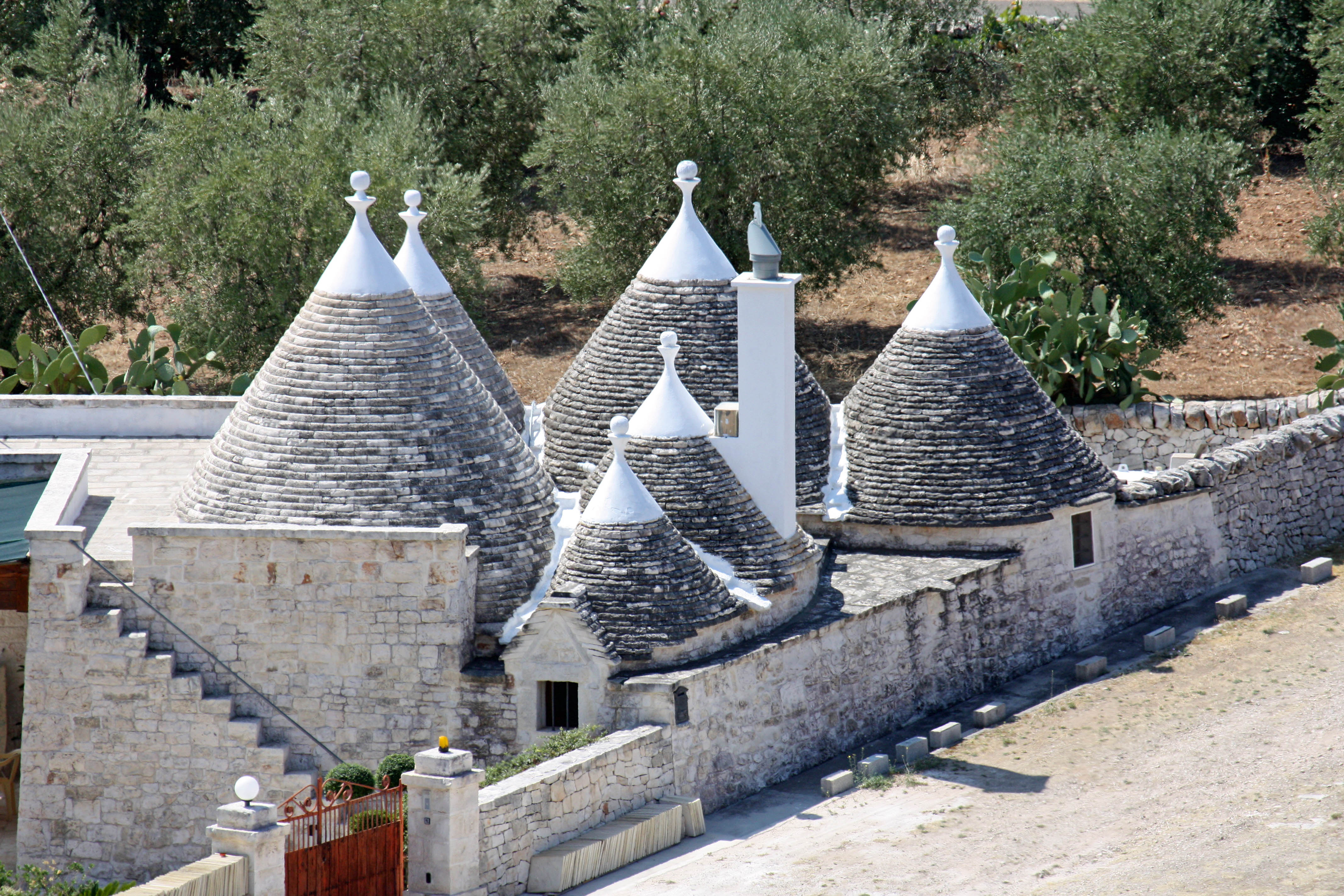
Zemědělská usedlost s budovami trulli, obec Locorotondo v Apulii

Trullo (italsky, množné číslo trulli) jsou domy či chýše stavěné na čtvercovém, obdélníkovém, případně kruhovém půdorysu, zakončené tzv. nepravou klenbou ze suchého zdiva, tvořeného stupňovitě poskládanými kameny, nespojenými maltou či jiným pojivem. Na vrcholu kuželovité střechy bývá umístěn kamenný sloupek (cippus) nebo kamenná koule. Trulli jsou stavbami, typickými zejména pro jihoitalskou Apulii. Nejznámější obcí, v níž je soustředěno mnoho domů typu trulli, je městečko Alberobello na území správního celku Metropolitního města Bari. Díky této unikátní architektuře bylo Alberobello v roce 1996 zapsáno na seznam Světového dědictví UNESCO.

## Geografie
Stavby trulli jsou soustředěny zejména do oblasti vápencové náhorní plošiny Murge, především do údolí Valle d'Itria v jižní části tohoto nejrozlehlejšího italského krasového území. Oblast kolem Valle d'Itria bývá označována také jako Murgia dei Trulli. Z geomorfologického hlediska je Valle d'Itria krasová deprese, která se nachází na pomezí provincií Taranto, Brindisi a Metropolitního město Bari. Jedná se o zemědělsky využívanou krajinu s typickou načervenalou půdou, s olivovými háji a vinicemi. Největšími sídly v této oblasti jsou Martina Franca, Locorotondo, Alberobello a Cisternino, jež od pobřeží Jaderského moře dělí jen kolem 10 až 15 kilometrů.

## Stavba

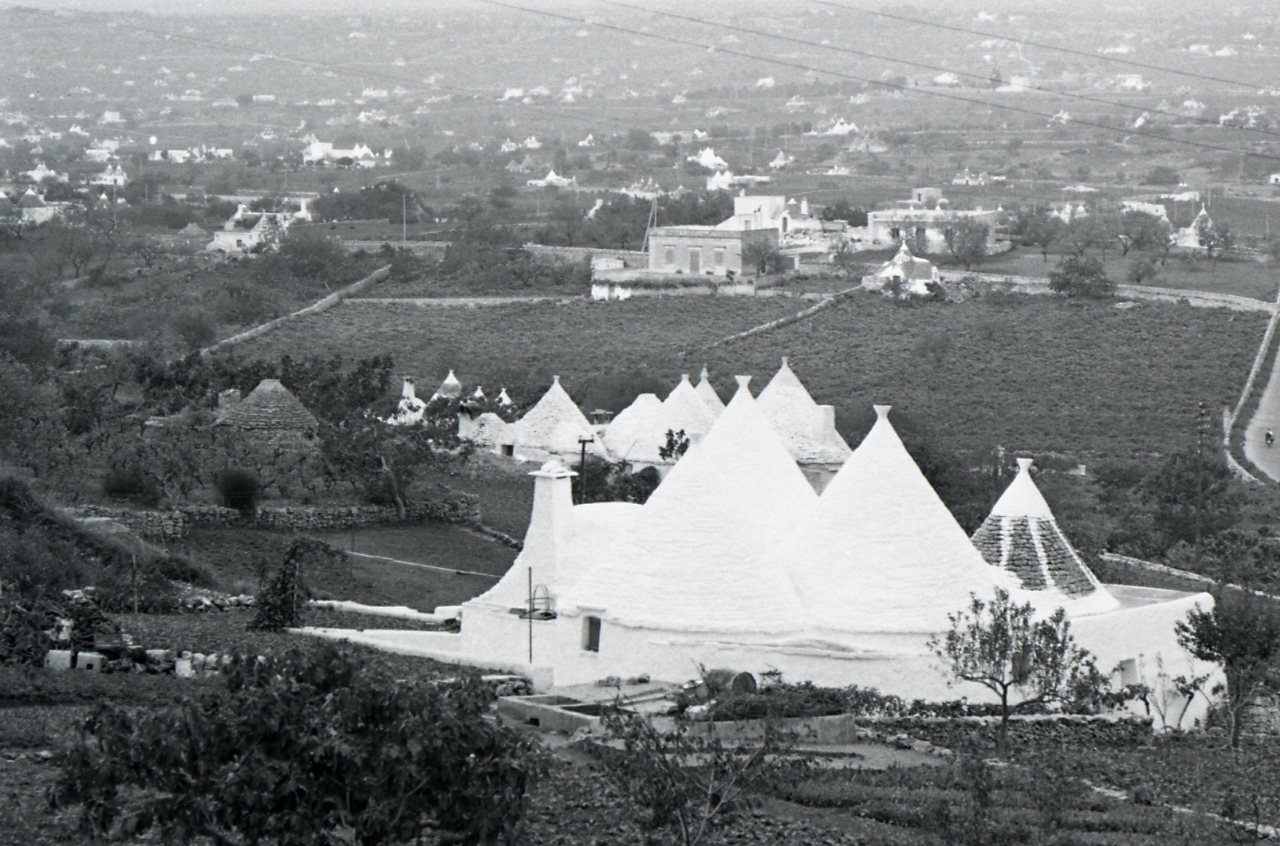
Paolo Monti: Martina Franca, 1964

Pro stavbu venkovských kamenných chýší byly zpravidla používány hrubě opracované kusy vápence, posbírané na okolních polích nebo vytěžené při budování podzemních cisteren. Trulli byly budovány buď jako dočasné zemědělské přístřešky a sklady, nebo jako trvalá obydlí drobných vlastníků půdy, případně zemědělských dělníků.
Z hlediska jižního podnebí je konstrukce domů trulli optimální – v létě chrání před horkem, v zimě, kdy se uvnitř topí na otevřeném ohništi, dlouho uchovávají teplo. Stěny trulli mají dvojitý plášť, ve kterém jsou malé dveře a okna. Prostor mezi plášti bývá vyplněn sutí. Uvnitř jsou do zdí zapuštěny výklenky, včetně výklenku pro krb. Také střechy jsou dvouplášťové, vnitřní tvoří samotnou klenbu, vnější stranu kužele jako ochrana před deštěm pokrývají vápencové desky, zvané chianche nebo chiancarelle. Dešťová voda je ze střechy odváděná okapy do podzemní cisterny. Stavbami podobnými trulli, jak konstrukcí, tak i účelem, jsou v tomto jihoitalském regionu pajaro či paiaro (též paghiara, furnieddhu, furnu, truddu, chipuru, caseddhu nebo làmia). Objekty tohoto typu se vyskytují i na Sicílii.
Samotná stavební technika suchého zdiva s nepravou klenbou má své kořeny ještě v prehistorických dobách. Předpokládá se, že předlohou pro trulli mohly být kónické kamenné stavby v tureckém Harranu, který je považován za jedno z nejstarších sídel na Zemi. Nejstarší trulli v Alberobellu, ve kterém je kolem 1500 domů tohoto typu, pocházejí ze 14. století.

## Galerie

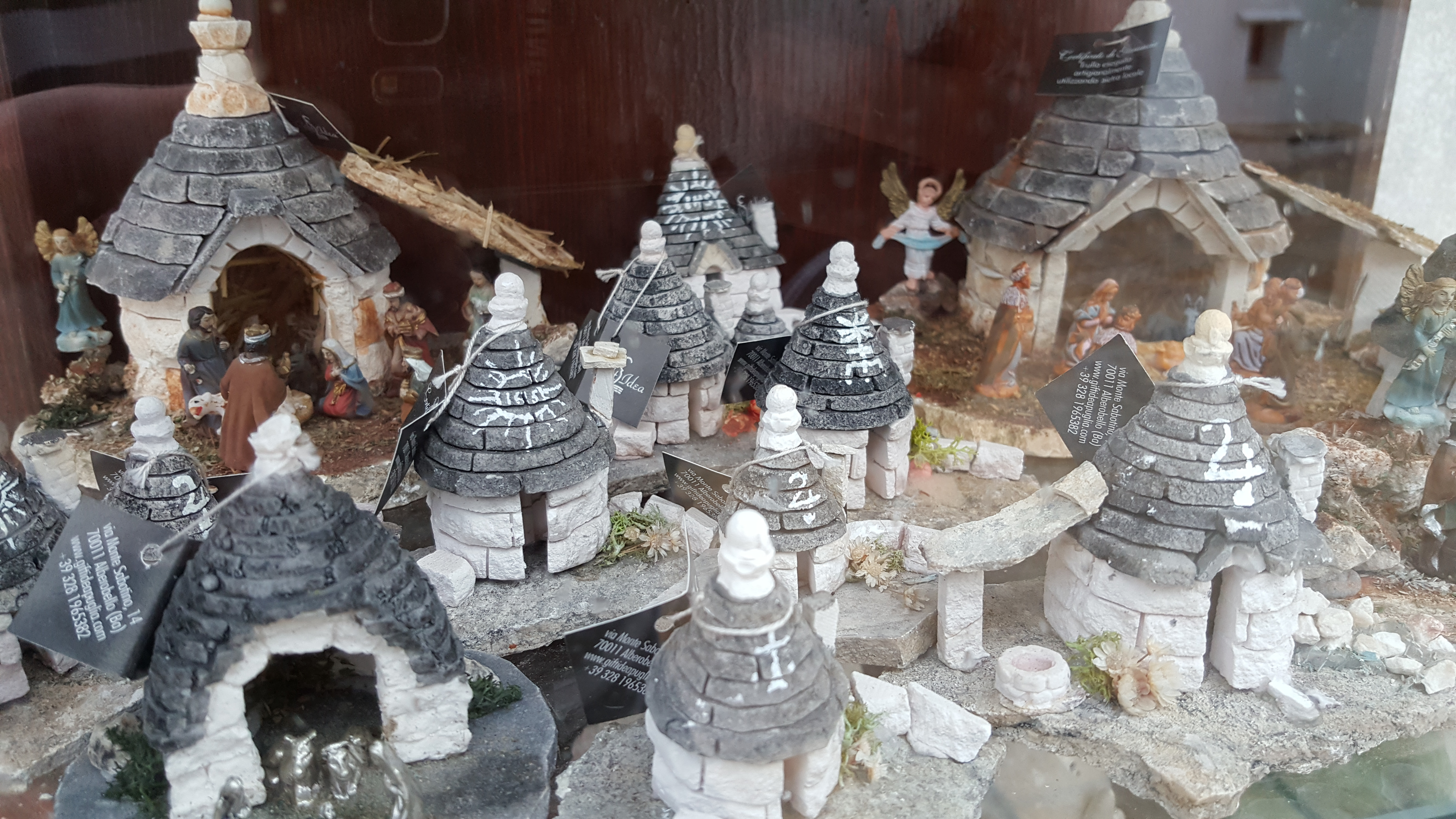
Alberobellské vánoční jesličky
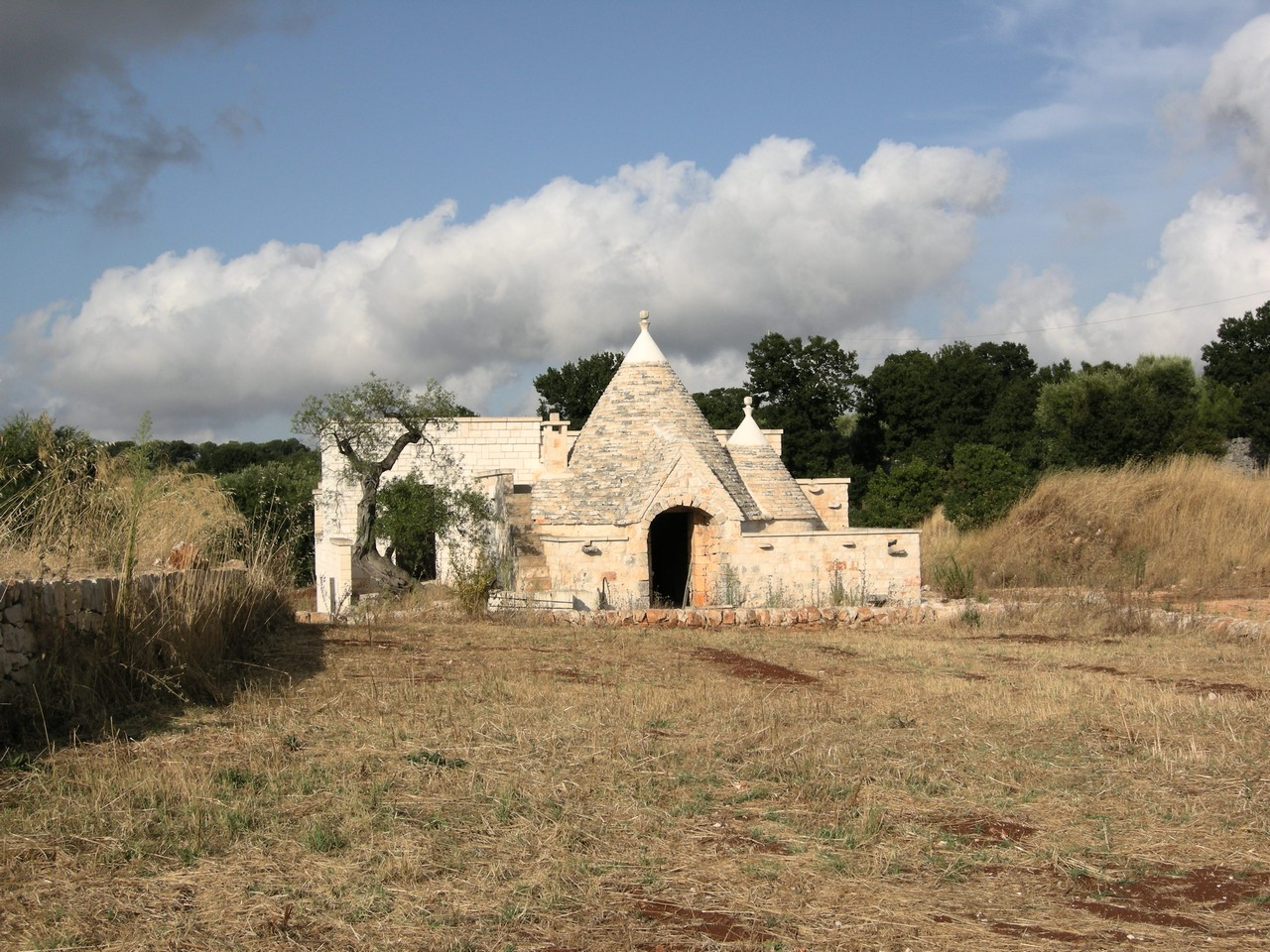
Renovované trullo v Cisterninu
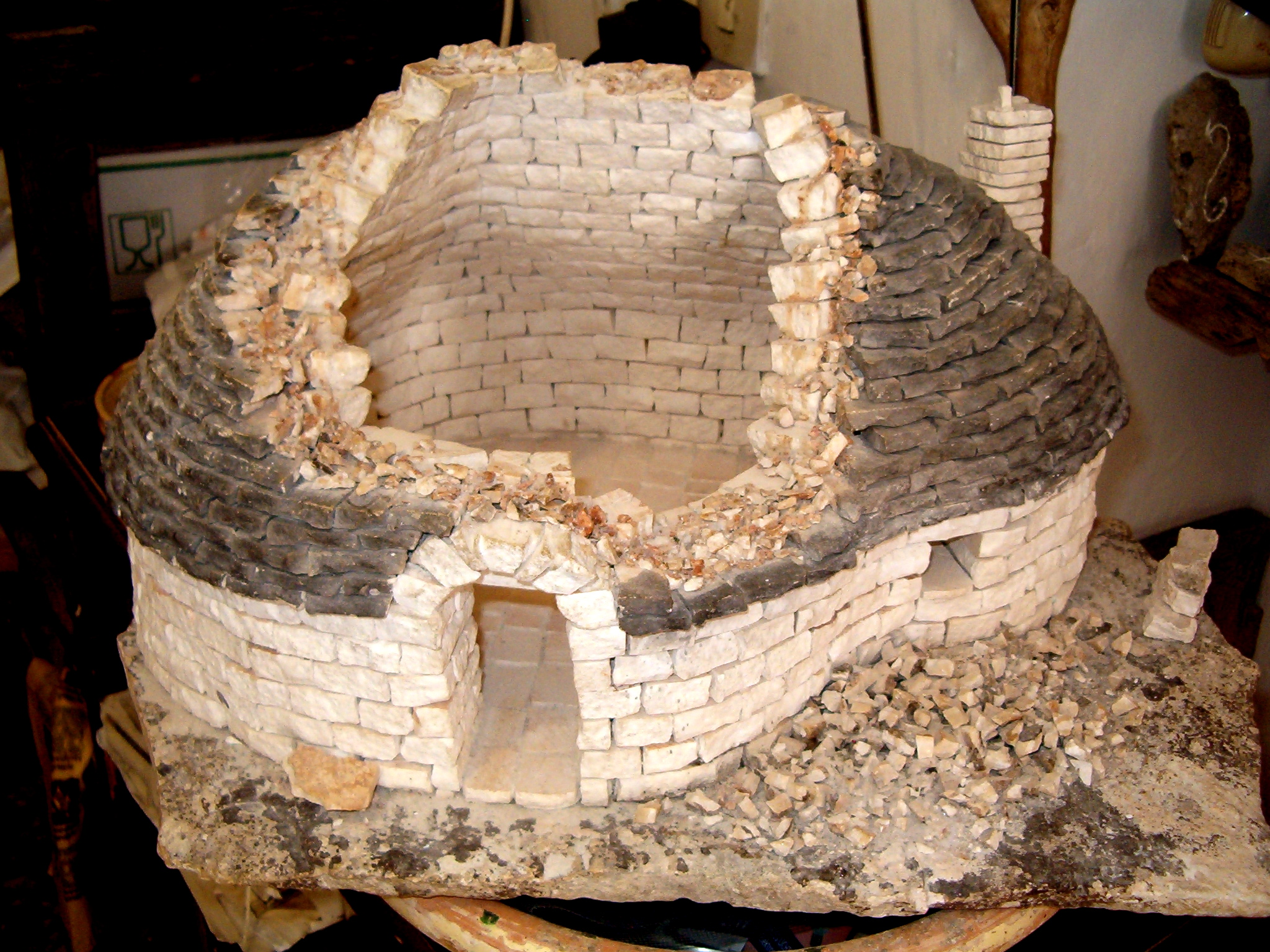
Model konstrukce trulla
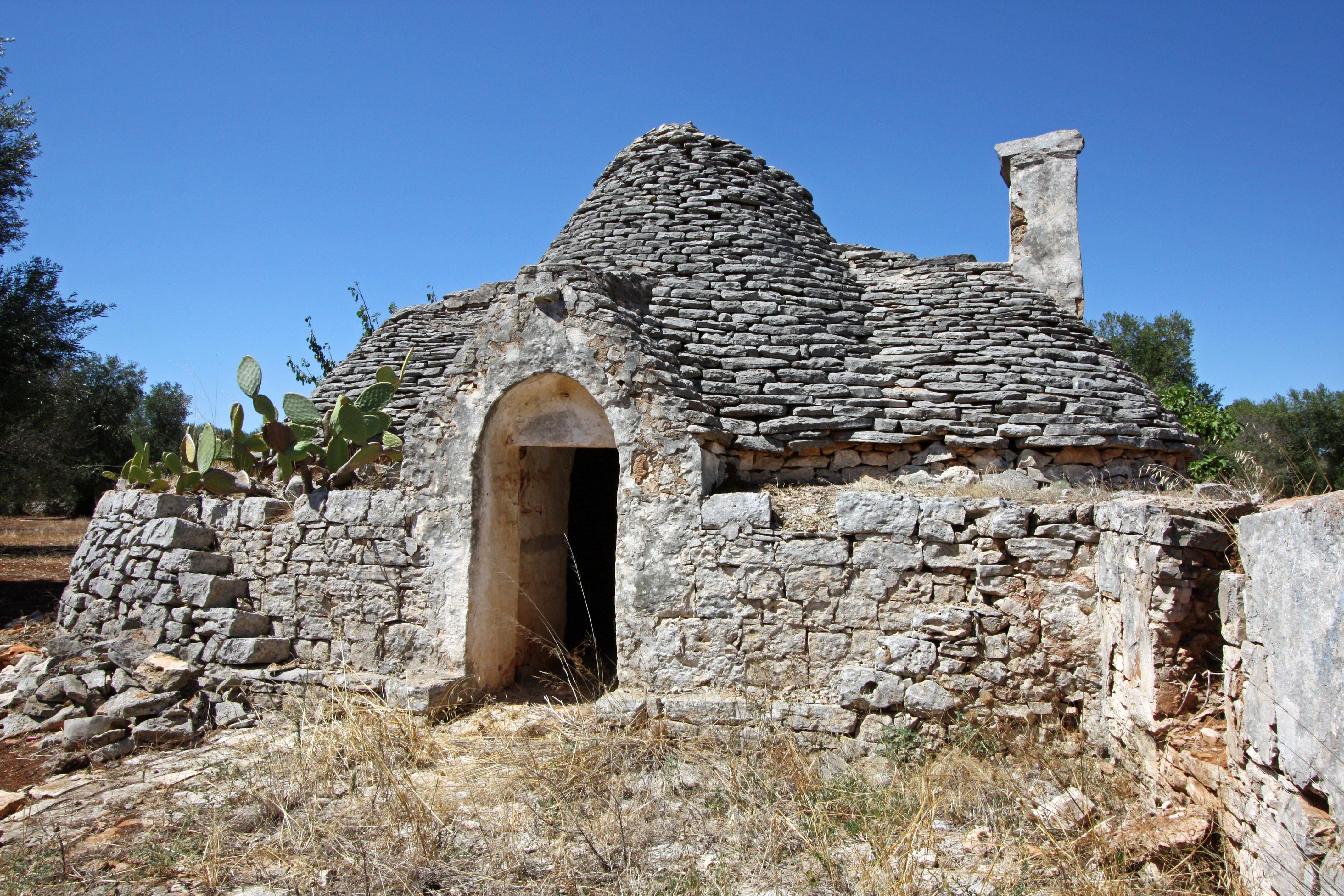
Trullo di Vito, Francavilla Fontana, provincie Brindisi
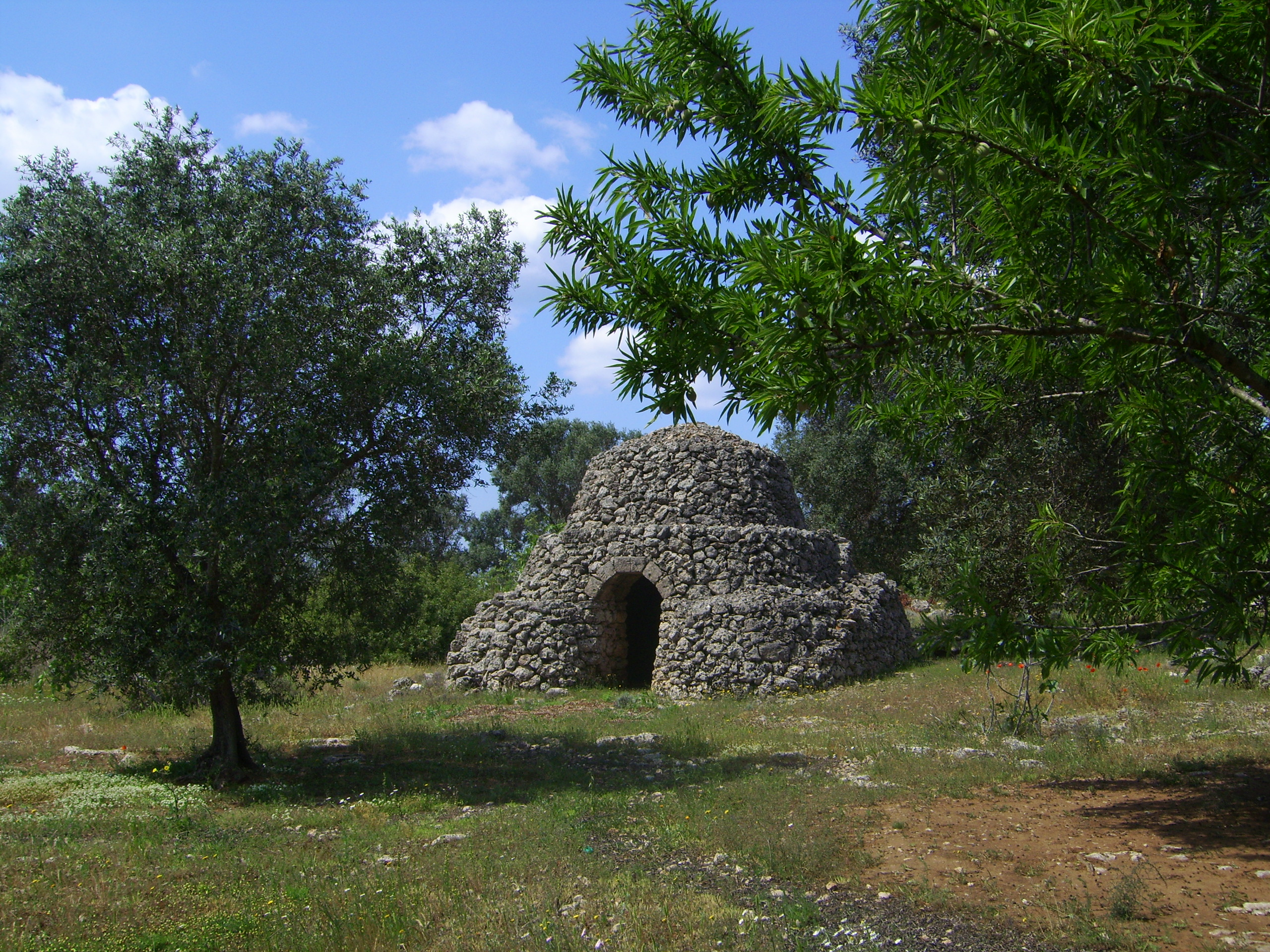
„Truddu“, Lizzano, provincie Taranto
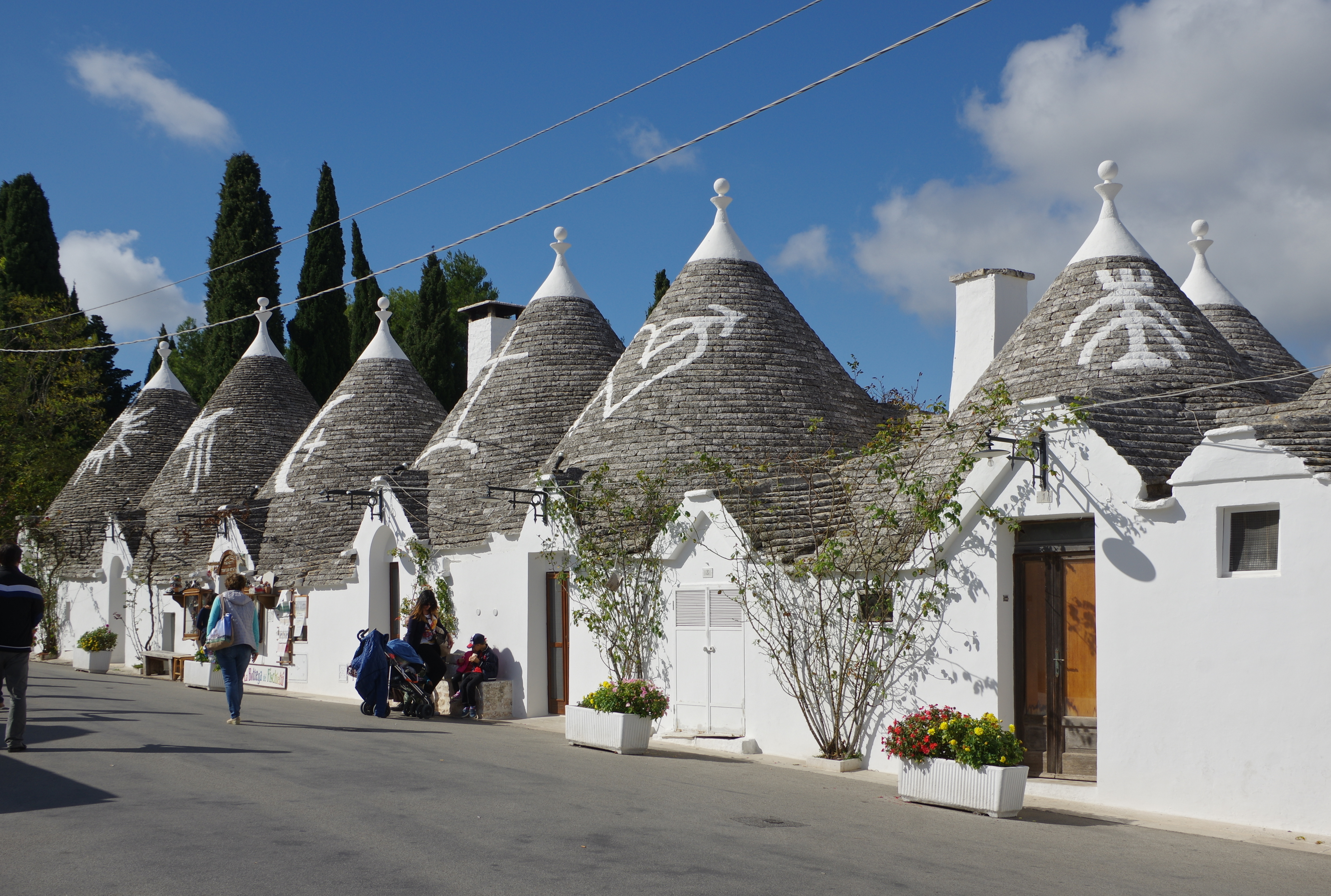
Ulice v Alberobellu